# Vasilis Lolos
Vasilis Lolos (grec : Βασίλης Λώλος) est un auteur de bande dessinée grec né en 1981. Il travaille depuis la fin des années 2000 principalement pour le marché nord-américain.

## Récompenses
- 2008 : 
  -  Prix Eisner de la meilleure anthologie pour 5 (en) (avec Fábio Moon, Becky Cloonan, Gabriel Bá et Rafael Grampá)
  -  Prix Harvey du meilleur talent le plus prometteur pour The Last Call